# Silvia Hollmann
Silvia Hollmann (Menden, 13 mei 1955) is een atleet uit Duitsland.
Op de Olympische Zomerspelen van Montreal in 1976 liep Hollmann op de 400 meter en was ze onderdeel van het team op de 4x400 meter estafette, maar liep ze uiteindelijk niet mee.
Op de Europese kampioenschappen atletiek in 1978 won Hollmann een zilveren medaille op de 400 meter horden en werd ze vijfde in de 4x400 meter estafette. Ze werd viermaal nationaal kampioene van West-Duitsland op de 400 meter horden (1976, 1978, 1979, 1980).